# Pößneck

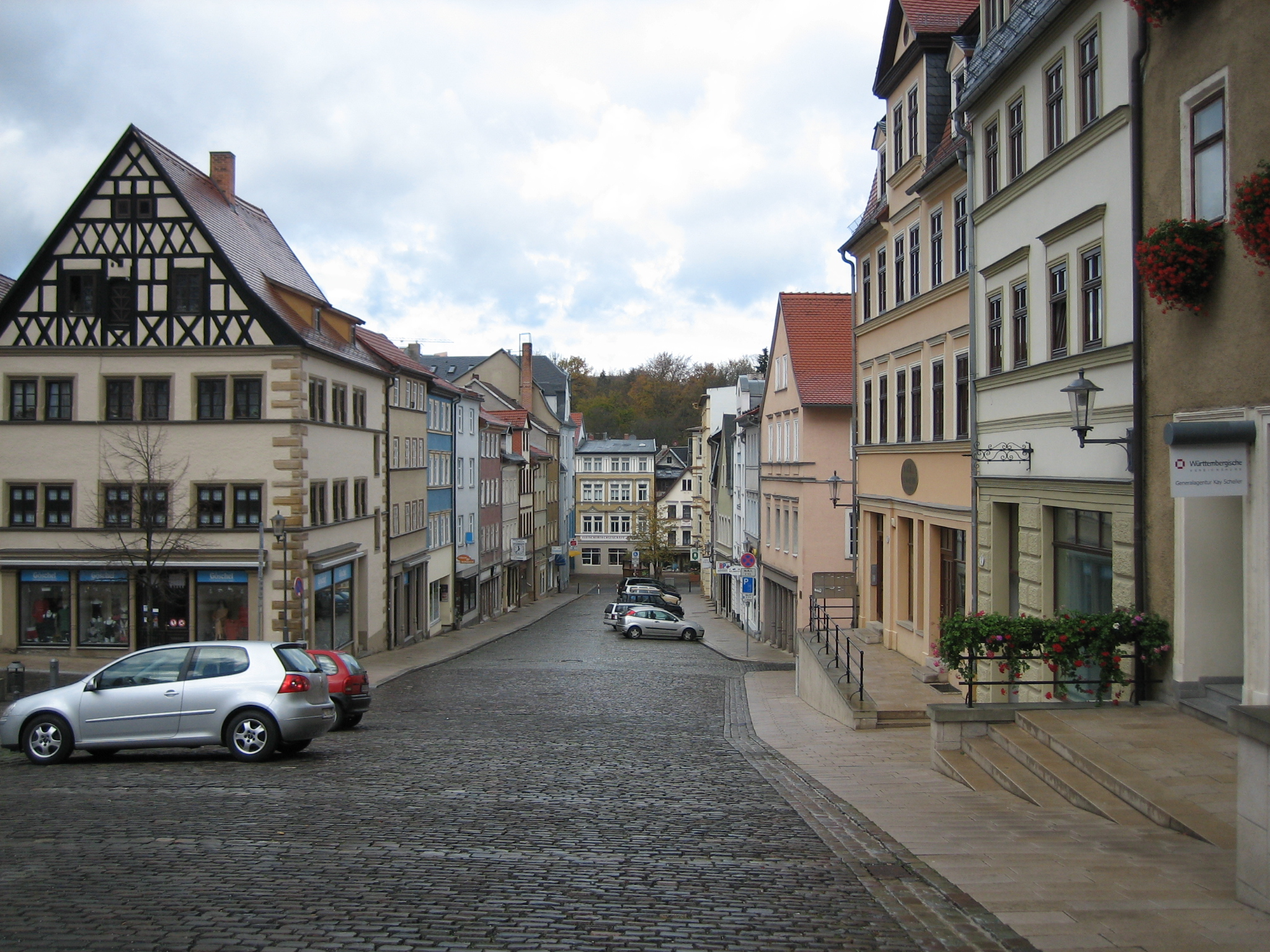
Calle en el centro de Pößneck.

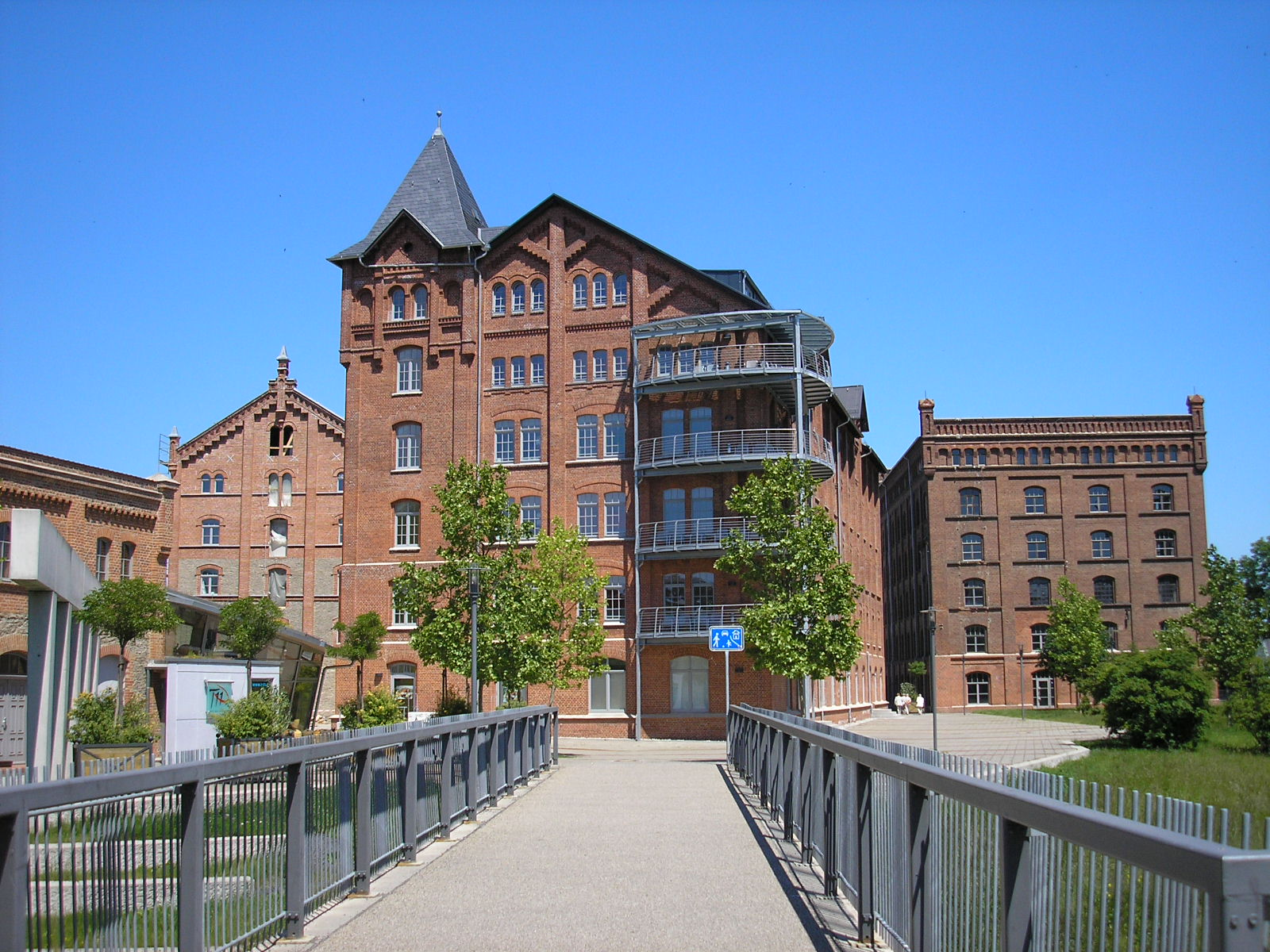
Fábricas antiguas en el terreno de la muestra de jardines de Turingia.

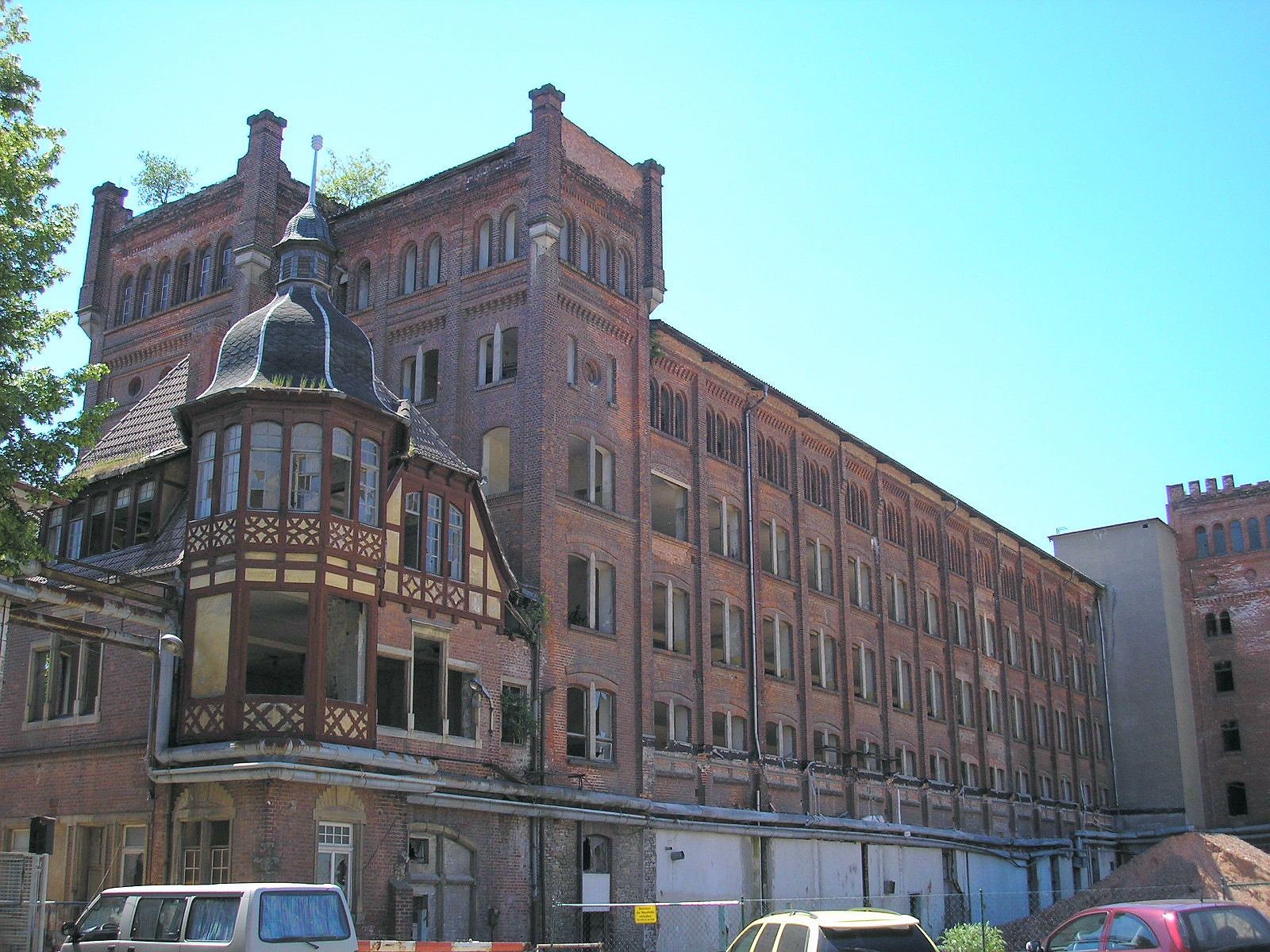
Fabrica antigua, destruida en el 2006.

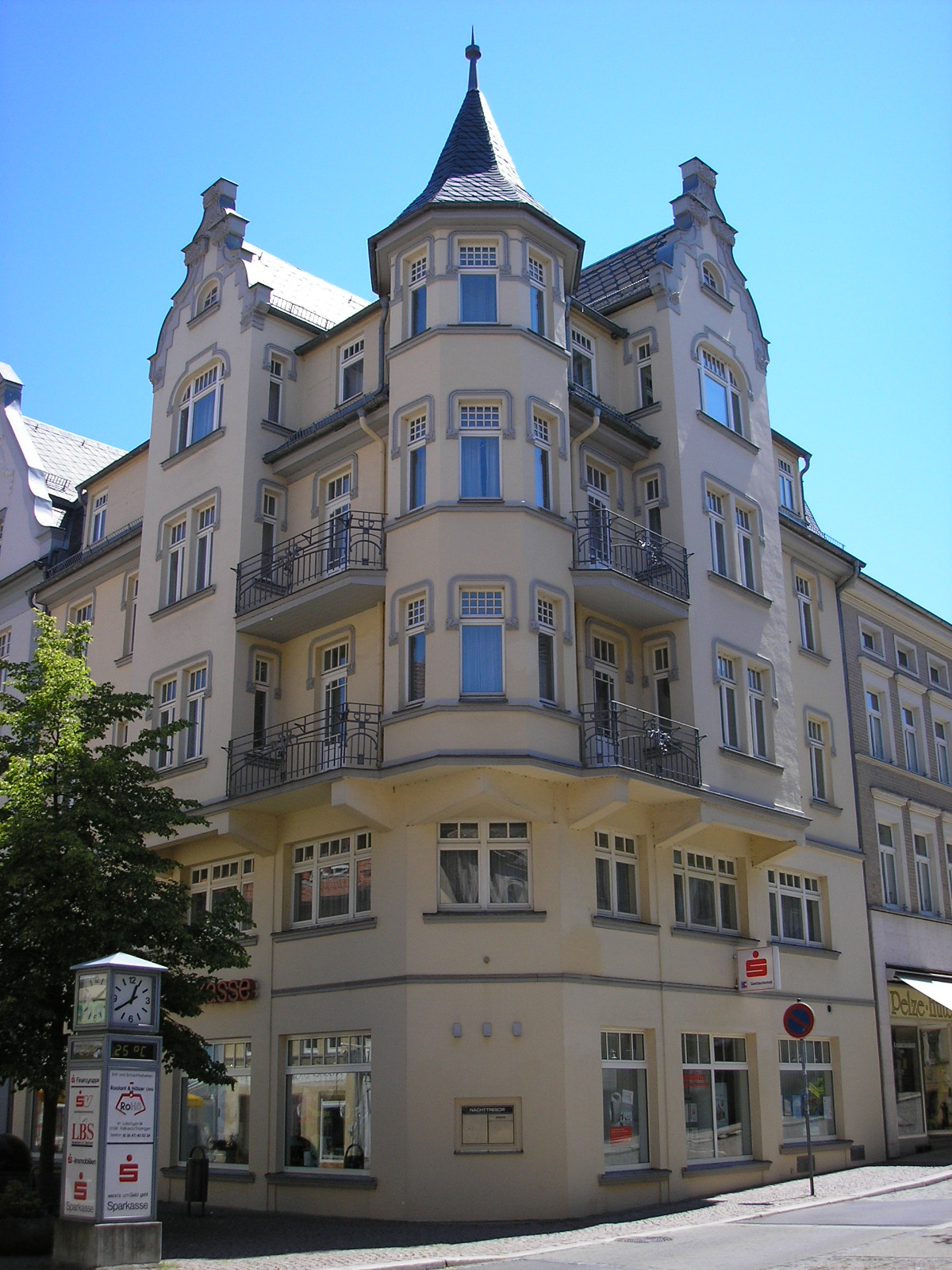
Casa en el centro antiguo.

Pößneck (pronunciación en alemán: /ˈpœsnɛk/ⓘ) es una ciudad alemana situada en el distrito de Saale-Orla, perteneciente al estado de Turingia (Alemania). Tiene una superficie de 24,45 km², con una población de 13.394 habitantes según el censo de 2006.
Se encuentra a 19 km al este de Rudolstadt y a 26 km al sur de Jena.
Tiene una iglesia luterana gótica edificada alrededor de 1390 y un ayuntamiento también gótico construido en el siglo siguiente.